# Cine Lumiere
El Cine Lumiere va ser una sala d'exhibició cinematogràfica ubicada a la Rambla de la Marina, 140-158 del barri de Bellvitge de L'Hospitalet de Llobregat, propietat de l'empresa Campreciós-Mitjavila. Va ser obra del constructor Alberto Izquierdo, que el 1971 va demanar autorització per aixecar dos edificis destinats a cinemes i locals comercials als números 140-158 i 170-188 de l'esmentat carrer. Les obres van finalitzar l'any 1973, data en què es va inaugurar la sala. Després de 13 anys de funcionament, el Cine Lumiere va tancar l'abril de 1986. Pel que fa a la seva estructura externa, l'edifici del Cine Lumiere ha sobreviscut, on actualment es pot trobar un bar, botigues i diversos locals comercials.